# Comuna Bărbătești, Gorj
Bărbătești este o comună în județul Gorj, Oltenia, România, formată din satele Bărbătești (reședința), Musculești, Petrești și Socu.

## Geografie
Se află în partea centrală a județului, în zona premontană a Podișului Getic. Forma de relief a comunei prezintă mai multe caracteristici, teritoriul comunei cuprinzând două unități geografice: dealurile aparținând Podișului Getic și câmpia ce se întinde de-a lungul Gilortului, care este, de altfel, singurul râu care străbate comuna.
Comuna Bărbătești se învecinează cu:
- comuna Săulești la sud-vest;
- comuna Vladimir la sud;
- orașul Țicleni la nord-vest;
- comuna Jupânești la nord-est.

Teritoriul administrativ al comunei Bărbătești însumează 3.787 hectare, ceea ce reprezintă aproximativ 0,676% din suprafața totală a județului Gorj.

## Scurt istoric
Primele atestări documentare în documentele vremii la 1438 menționau ca fratii Dan, Dragomir, Patru și Cornea fii lui Stoian și Stanca Sârbu aveau în stăpânire muntele Bărbat folosit pentru pășune, fiind moșneni ai ținutului Bărbătești
Începând din sec.XV Muntele Bărbat și Poiana Cucului este efectiv stăpânit de toți locuitorii din Bărbătești, dându-l în arendă ciobanilor crescători de oi din Novaci și Cernădie, iar toamna în fiecare an la 8 septembrie, aceștia aduceau celor din Bărbătești brânză și lână, precum și bani, după cum le era tocmeala.
Dar obștea din Bărbătești mai folosea și apele, astfel aveau ca proprietate și moara cu 7 pietre de pe râul Gilort, langa podul de cale ferată. Moara a fost parăsită în 1887 din cauza inundațiilor.
În 1899 s-a pus în constucție școala primară în Bărbătești iar materialul morii a fost întrebuințat la scoală pentru tocărie.
În 1905 locuitorii din Bărbătești au vândut muntele Bărbat și pietrele de la moară.

### Satul Bărbătești
Apare ca sat în documentul din 4 septembrie 1520 într-un hrisov al lui Basarab Vodă Neagoe publicat de Academie, iar prima familie în Barbatesti apare la 1662 printr-un "Stroie de la Bărbătești" în documentul publicat de Alexandru Ștefulescu.
Acest Stroie "de la Bărbătești" era în viață în 1614.
Hrisovul lui Gavril Vodă Movilă din 18 noiembrie 1619 tipărit la Târgoviște amintește de Bărbătești :"și cu știrea tuturor megiașilor din locurile dimprejur din Bărbătești, Oprea Darabanțu și Toma".
Se face mențiunea în actul de vânzare a lui Dragotă "ginerile lui Tomiță din Soc" prin care își vinde apoi răscumpără partea de moșie de la Bran fiul lui Virgil la 13 martie 1662 în care sunt menționați martori din Bărbătești, Stanciu Drăghici și Stroie.
La 20 februarie 1973 Ioniță Crăsnaru, crucer, și C. Saulescu hotărnicesc moșia bărbăteștenilor.
În alte documente vechi se constată că în trecut rudele erau responsabile de faptele membrilor familiei. Astfel, la 20 iulie 1721 venind hoții la popa Ion din Buzieni se învinuiește de acestă faptă haiducul "Pătrașcu 7 bani" din Soc, iar rudele lui erau învinuite de această faptă.

### Satul Petresti
Prima mențiune a satului Petrești cunoscută până acum se găsește în Crisovul lui Radu Vodă cel Mare din 15 iunie 1504 la Târgoviște.
-"Dă domnia mea această poruncă a domniei mele lui Ion cu fii săi Ivan și fiica sa Stanca și cu fii lui ca să le fie în Petrești, averi câte este partea lui Ioan pentru că este a lor bătrâna și dreaptă moșie și moștenire, apoi a venit înaintea domniei mele și s-a așezat fiica sa Stanca la rand cu fiul său Ion partea lui de moșie din Petrești și domnia mea i-a iertat darea de cal ..."
Din acest crisov se vede ca fetele pe atunci nu moșteneau moșia decât daca erau înfiate și așezate în drepturi ca băieții.
Vlad Vodă prin Crisovul său din 17 decembrie 1531 confirma pitarului Stoian și soției sale Stanca moșie în Petrești "și iar să-i fie lui în Petrești o parte, pentru că a cumpărat-o din zilele lui Basarab Vodă".
La 23 iulie 1557 Pătrașcu Vodă confirmă lui Dragotă și alții multe cumpărături în Petrești.
In sec. XVII satul Petrești se numea Petreștii Scurtului, pe timpul lui Matei Basarab.
Matei Vodă printr-un Crisov al său dat la Târgoviște după 20 aprilie 1645 confirmă eliberarea din romanie a unor locuitori din Petreștii Scurtului, de către Miloș Logofatu nepotul lui Stochiță Răiășanu și de către Mânăstirea Strâmba deoarece s-au răscumpărat cu 28 de mii de aspri. In 18 octombrie 1604 satul intreg fusese dăruit mânăstirii Strâmba.

### Satul Musculești
Despre satul Musculești se știe că purta numele de Sărăcinești și tocmai în sec.XIX a luat numele de Musculești după numele proprietarului Moscu. Din jalba lui Constantin Moscu bivtreti armaș cu data de 17 iulie 1707 se vede că a reclamat caimacanului Craiovei pe "Dragu fiul lui loan Turcu, Barbu Margineanu, Gh. Albeanu și Mirciu Dolcu cu cetașii lor din Sărăcinești pe popa Grigore si alții din Purcari că i-au cotropit partea lui de moșie din Sărăcinești".
Și pentru că satele Musculești și Petrești au fost stăpânite de familia Moscu, să ne ocupăm puțin și de aceste familii.
După C. Moscu care apare in sec.XVIII/1793, urmașul lui îl găsim între 1815-1835, un Hagi Moscu cel mai mare bancher al țării. După el urmează fiul său Dinu care apare ca proprietar în Rogojina, Musculești și Vladimir. Dinu a fost un om groaznic. Stătea cu biciul în mână, în fața oamenilor și biciuia pe cei care i se împotriveau. Umbla numai însoțit de lefegii înarmați și călări iar lumea se ascundea când trecea pe drum. Dinu a voit sa ocupe pădurea din Bărbătești pe care o cumpăraseră locuitorii.
Aceștia au iesit la culme să oprească măsurătoarea dar între locuitorii din Bărbătești și lefegii a avut loc o încăierare la "Via Roncei" unde a murit un om din neamul pleșeștilor. Oamenii lui Dinu Moscu nu au putut lua hotarul. Locului unde a murit omul i se spune "Omul al mort".
Urmașul lui Dinu a fost Ion care la 1820 era prieten cu Tudor Vladimirescu. După Ion urmează Tache și apoi Scarlat Moscu care avea la Petrești moșie pe care o muncea cu clăcașii din satele Petrești și Rogojina. Se știe că "Valea Caselor" din Petrești au fost clăcași la Scarlat.
La sfârșitul sec.XIX-lea Musculești era comună și cuprindea satele Dolcești, Frasinu, Hubari, Musculești și Valea Purcariului. Comuna avea 1260 locuitori iar la început purta numele de Dolcești, apoi și-a luat denumirea de Musculești după familia Moscu.

### Satul Socu
Și-a luat numele de la arborele de soc care crește în mod sălbatic pe anumite locuri și prin grădinile din sat. Pe movilița unde este așezată biserica satului erau până acum câțiva ani arbori de soc, grupați.
Cel mai vechi sat din Bărbătești este satul Socu. Aceasta se vede din actul de hotărnicie făcut de un grup de boieri cu părintele Dosoftei Brăiloiu și cu moșneni din sat.
Satul este menționat în crisovul lui Basarab Vodă cu leatul 1026 menționat în actul de hotărnicie cu data de 7254(1746) martie 3. Actul este copiat de Petre C.Popescu (Pătru popii) din Socu la data de 15 mai 1910.
După cum am arătat comuna Bărbătești și-a luat numele de la muntele Bărbat care constituia proprietatea obștească a locuitorilor. Greșit s-a crezut ca numele comunei se trage de la familia de proprietari "Bărbătescu". Această familie nu era de origine din Bărbătești.
Evoluția în timp a teritoriului administrativ al comunei Bărbătești nu a cunoscut transformări majore în ultimii ani. Semnificativ rămâne împărțirea administrativă din 1968, când au fost create județele și celelalte unități teritoriale. Tot cu această ocazie s-au stabilit și perimetrele satelor și ale comunelor. În timp vetrele de sat au suferit transformări- restrângeri- îndeosebi înainte de 1989, la care ulterior s-a renunțat.

## Relief
Toate satele comunei sunt înșirate pe terasa dreaptă a râului Gilort. Comuna se află la 9,6 km de Târgu Cărbunești, 35 km de Târgu Jiu și 70 km de orașul Craiova. Altitudinea față de nivelul mării la gara Bărbătești este 174,32 m.
Forma de relief a comunei, prezintă mai multe caracteristici, teritoriul comunei cuprinzând două unități geografice: dealuri colinare, care aparțin podișului Getic, puternic fragmentate de râul Gilort (având culmile orientate de la nord la sud) și câmpia ce se întinde de-a lungul Gilortului.
Partea joasă a reliefului comunei este formată din nisipuri, pietrișuri și argile, în care văile (cu apă ori părăsite) sunt adâncite și prezintă maluri abrupte.
Rețeaua hidrografică aparține bazinului hidrografic al râului Gilort care primește în aceasta apele din văile satelor comunei.
Solurile - formate pe rocile argiloase sunt solurile brune de pădure slab erodate, care au un conținut moderat de humus și azot, fiind însă insuficient dotate cu fosforoși potasiu mobil. Solurile acestea necesita amendamente cu îngrășeminte chimice și naturale.
Predominante sunt solurile de luncă, solurile aluvionare nisip-argilă.

## Clima
Climatul este continental cu influență premediteraneană, cu veri călduroase și ierni blânde dar umede, precipitații suficiente cu vânturi dominante din nord și nord-est.
Temperatura medie anuală este de +10,2 °C. Temperatura medie a verii (iulie-august) depășește 20 °C.
Temperatura medie a lunii celei mai reci (ianuarie), este de 2,5 °C, prin urmare iernile sunt blânde.
Iarna este mai rece pe fundul depresiunii decât pe dealurile înconjurătoare din cauza inversiunilor de temperatură care se produc.
Temperatura minimă absolută - 31 °C, a fost înregistrată la 24.01.1942.
Temperatura maximă absolută de 40,6 °C, a fost înregistrată la data de 08.09.1946.
Toamna, temperaturile medii ale lunii octombrie depașesc pe cele ale lunii aprilie cu 1-2 °C, deci toamna e lungă.
Umezeala din aer dă deseori vremii un caracter răcoros, mai greu de suportat decât temperaturile negative înregistrate într-un aer uscat.
Precipitațiile sunt suficiente, cantitatea medie anuală fiind de 753 mm. Se observă două perioade de precipitații maxime: începutul verii (mai-iunie) și toamna (octombrie-noiembrie).
Regimul vânturilor: cele mai frecvente vânturi sunt cele din direcția nord și nord-est, urmate de cele din sud-vest.

## Căi de comunicații
Căile de comunicație care asigură circulația pentru satele componente ale comunei Barbatesti sunt reprezentate în principal de:
- drumul județean DJ 661 Țânțăreni - Târgu Cărbunești - Săcelu - Crasna, drum modernizat care străbate comuna de la nord la sud de-a lungul Văii Gilortului și care asigură circulația spre toate zonele județului;
- drumul comunal DC 43 Bărbătești - Socu - Măceșu, drum care este parțial modernizat, și care asigură circulația spre zona industrială Țicleni;
- sistemul național de transport CF prin sectorul de cale ferată Filiași - Livezeni, pe teritoriul adminnistrativ al comunei existând două stații de cale ferată, respectiv Bărbătești și Musculești

## Zone protejate. Monumente
Pe teritoriul comunei se află doua zone în care se găsesc următoarele obiective istorice și de arhitectură:
- situri și ansambluri arheologice, există în satul Socu - Ciocea Băi (la 2 km de sat) o așezare din epoca geto-dacică, sec. II i. Hr.;
- monumente și ansambluri de artă și valoare memorială, există în satul Socu următoarele obiective: Cruce de piatră(1821), Casa de lemn "Florian", sec.XVlll, Casa de lemn "Munteanu", care datează din sec. XIV și o casă de lemn de la începutul sec. XIV.

## Demografie
Componența etnică a comunei Bărbătești
     Români (94,15%)
     Alte etnii (0,21%)
     Necunoscută (5,64%)
Componența confesională a comunei Bărbătești
     Ortodocși (92,6%)
     Alte religii (0,78%)
     Necunoscută (6,63%)
Conform recensământului efectuat în 2021, populația comunei Bărbătești se ridică la 1.418 locuitori, în scădere față de recensământul anterior din 2011, când fuseseră înregistrați 1.674 de locuitori. Majoritatea locuitorilor sunt români (94,15%), iar pentru 5,64% nu se cunoaște apartenența etnică. Din punct de vedere confesional, majoritatea locuitorilor sunt ortodocși (92,6%), iar pentru 6,63% nu se cunoaște apartenența confesională.

## Politică și administrație
Comuna Bărbătești este administrată de un primar și un consiliu local compus din 9 consilieri. Primarul, Adrian Mangu[*], de la Partidul Social Democrat, este în funcție din 2012. Începând cu alegerile locale din 2024, consiliul local are următoarea componență pe partide politice:
|  | Partid                          | Consilieri | Componența Consiliului | Componența Consiliului | Componența Consiliului | Componența Consiliului | Componența Consiliului |
|  | ------------------------------- | ---------- | ---------------------- | ---------------------- | ---------------------- | ---------------------- | ---------------------- |
|  | Partidul Social Democrat        | 5          |                        |                        |                        |                        |                        |
|  | Alianța pentru Unirea Românilor | 2          |                        |                        |                        |                        |                        |
|  | Partidul Național Liberal       | 1          |                        |                        |                        |                        |                        |
|  | Partida Romilor „Pro Europa”    | 1          |                        |                        |                        |                        |                        |